# Donji Stoliv
Donji Stoliv je naselje u Boki kotorskoj, u općini Kotor. 

## Stanovništvo

### Nacionalni sastav po popisu 2003.
- Crnogorci -  95
- Srbi -  84
- Hrvati -  54
- neopredijeljeni - 70
- ostali -  33

## Kultura
U Stolivu nevladina udruga Kamelija i Mjesna zajednica Stoliv organiziraju tradicionalnu manifestaciju „Kostanjadu“.

### Crkve u Donjem Stolivu
- Crkva Svete Marije

## Vanjske poveznice
- Satelitska snimka[neaktivna poveznica]